# 香港特別行政区基本法
香港特別行政区基本法（ホンコンとくべつぎょうせいくきほんほう、英語: Basic Law of the Hong Kong Special Administrative Region）、通称「香港基本法」（ホンコンきほんほう）は、中華人民共和国香港特別行政区に適用し、憲法にあたる「憲制性文件」である。以下は「基本法」とも称する。

## 構成
香港基本法は、前文と9章および3つの付属文書から構成されている。
- 前文
- 第一章：総則
- 第二章：中央政府と香港特別行政区の関係
- 第三章：住民の権利と義務
- 第四章：政治体制
- 第五章：経済
- 第六章：教育、科学、文化、スポーツ、宗教、労働および社会サービス
- 第七章：対外関係
- 第八章：解釈と改正
- 第九章：付則
- 付属文書一：香港特別行政区行政長官の選出方法
- 付属文書二：香港特別行政区立法会の選出方法および表決手続
- 付属文書三：香港特別行政区において施行される全国性法律

## 制定過程
1982年に改正された中華人民共和国憲法では、将来の香港およびマカオの回収に備えて、特別行政区の設置に関する規定（第31条）を設けた。1984年12月、香港問題に関する英中共同声明の調印がなされた。これらを受けて、1985年4月に第6期全国人民代表大会第3次会議は、香港特別行政区基本法起草委員会の設立を決定した。同6月、第6期全人代常務委員会第11次会議が、香港特別行政区基本法起草委員会の名簿を発表し、同7月に同委員会が発足した。
香港特別行政区基本法起草委員会は、以下の59人（中国大陸側36人、香港側23人）からなる。
主任委員
姫鵬飛（大陸側）
副主任
香港側：安子介（資本家）、包玉剛（ワールドワイドシッピング会長）、李國寶（東亜銀行会長）
大陸側：許家屯、費彝民、胡縄、費孝通、王漢斌
秘書長
李後
副秘書長
魯平、毛鈞年
香港側委員
司徒華、李柱銘（以上民主派）、劉皇発（郷事派・保守派)、李福善（裁判官）、李嘉誠（長江集団会長）、譚恵珠（女性、保守派）、譚耀宗、霍英東（左派資本家）、鄭正訓、項淳一、柯在鑠、査良鏞（『明報』創始者、作家 金庸）、査濟民、莫應、黄麗松（香港大学学長）、黄保欣、釈覚光、廖瑤珠（女）、鄔維庸（医師、左派）
大陸側委員
馬臨、王叔文、王鉄崖、鄺広傑、許崇徳、芮沐、李裕民、蕭蔚雲、呉大琨、呉建璠、張友漁、陳欣（女）、陳楚、邵天任、林亨元、周南、鄭偉栄、栄毅仁、勇龍桂、賈石、銭偉長、銭昌照、郭棣活、容永道、裘劭恒、雷潔瓊（女）、廖暉、端木正
このように香港基本法起草委員会は中国当局による任命であったが、民主派である司徒華と李柱銘（いずれも後の民主党議員）も含んでいた。むろん、香港側委員には財閥の首領や左派の論客が多く、香港住民の多数意見を代表していたとはいえない。しかし、特定の立場を排除したものではなかった。そのため、基本法の制定においても、香港の民主化をめぐり、保守派と民主派の間で議論が戦わされた。大陸側の委員には香港政策にかかわる官僚や法律学者が多かった。
また、1985年12月、香港基本法諮詢委員会も設置された。こちらは香港の各界から意見を聴取することが目的であったため、香港側からのみ180人が任命された。さらに、1988年4月と1989年2月に公開諮詢も行われた。
しかし、1989年の天安門事件後、起草委員会委員のうち、査良鏞と鄺広傑が抗議辞任した。また、同委員を続けながら天安門事件を非難した司徒華と李柱銘も、全人代常務委員会により解任された。残った委員にも天安門事件の動揺があったが、結果的に保守派の委員も（2007年以降の）民主化に同意した。1990年4月に、香港基本法は第7期全人代第三次会議において可決成立した。

## 第一章 総則
香港を不可分の部分として、中華人民共和国政府として独立は認めないとする条文。
香港の高度の自治を保証する条文。
香港の構成者についての条文。
香港での権利と自由の保証する条文。
香港での「一国二制度」の法源と社会主義制度とその政策の香港での施行の否定及び資本主義制度について保証する条文。2047年の香港問題及び五十年不変の焦点とされる。
香港での私有財産権の保護に関する条文。
本法の最高法規性に関する条文。

## 第二章 中央政府と香港特別行政区の関係
香港の高度の自治を保証する条文。
全国的法律のうち香港で適用されるものは付属文書三で明記する。
この条文からは、香港だけに適用される香港国家安全維持法を、全人代が制定することはできないというのが、常識的解釈であろう。しかし基本法の解釈権は全人代常務委にある。

## 第三章 住民の基本的な権利と義務
2010年代までの香港は、政治的デモの自由が認められていた。

### 香港国家安全維持法による空文化
2020年6月に香港国家安全維持法が制定され、以後多数の住民が逮捕された。（たとえば政治批判をするだけで「国家分裂扇動罪」に問われうる。）
これは香港基本法27条に違反するのではという問題がある。
しかし2021年2月9日、香港終審法院（最高裁判所）は、香港国安法に対する自らの司法審査権を否定した。

## 第四章 政治体制

### 第四章第一節 行政長官
行政長官は将来は普通選挙で選出されるという希望が、2010年頃の香港にはあった。

### 第四章第三節 立法機関
香港立法会（議会）も最終的には普通選挙で行われる予定だった。
議員立法の制限。立法会は、法案などの拒否はできるが、行政長官の意向に反する法案は提出できない。

## 第八章 本法の解釈と改正
三権分立国家では法の解釈権は司法の権限であるが、中国では全人代常務委に属する。
また香港政府自身には香港基本法の改正権はない。このように解釈権と改正権が全人代にあることが香港の自治の限界となった。

## 付属文書一 香港特別行政区行政長官の選出方法

### 1990年の規定
800名の選挙委員による選挙で選出。この選挙委員を選出する有権者は、立法会の職能別選挙の有権者とほぼ同じで、24万人弱。
この規定で2002年、2005年、2007年の選挙が施行された
。
この第7項が2007年以後の香港の民主化を期待させる規定だった。

### 2010年の改正
2010年の香港立法会が可決し、全人代常務委が承認した改正。
2012年,2017年の選挙の選挙委員は1200人（その有権者は25万人弱）に拡大。
胡錦濤体制下での民主化の最後の前進だった。

### 2021年の改正
全人代常務委による改正
。
選挙委員は1500名に拡大した。
ただし選挙委員を選ぶ選挙は香港特別行政区の選挙法に基づく。
これによって、選挙委員を選出する有権者は、8000人弱に限定された。
また1990年に制定された第7項規定、選出方法の改正方法は抹消された。

## 付属文書二 香港特別行政区立法会の選出方法と表決手続き

### 1990年の規定
第一期（1998年選挙）、第二期（2000年選挙）は略。
第三期（2004年と2008年選挙）の立法会は、各区での普通選挙（有権者320万人強）による議員30名と、機能団体（有権者23万人弱）による職能別選挙議員30名の計60名で構成された。
これが2007年以後の民主化を期待させる規定だった。

### 2010年の改正
香港政府と立法会主導による改正。
2012年と2016年の立法会選挙は、普通選挙（有権者380万人弱）35名と、職能別選挙（同約24万人）35名の計70名を選挙した。

### 2021年の改正
全人代常務委による改正
。
議員数は90名に増。ただしそのうち普通選挙（有権者450万弱）による議員は20名に減。職能別選挙による議員は30名。加えて選挙委員会による議員40名
。
普通選挙枠による立候補にも、選挙委員会の5枠すべてから2人以上の選挙委員の推薦が必要となった。2021年の選挙で民主派は立候補を断念、議会はほぼ全員親中派議員となった。

## 付属文書三 香港特別行政区において施行される全国的な法律
1990年の制定以後、これまで5回（1997,1998,2005,2017,2020年）改正された。
最後の2020年6月30日改正で、香港国家安全維持法の適用が追記された。

## 香港基本法に対する解釈権とその行使事例
香港基本法に対する解釈権は、全国人民代表大会常務委員会にある。全人代常務委員会の下には香港基本法委員会があり、必要に応じてその意見が求められる。香港域内の裁判所は域内の問題について解釈できる。しかし、中央政府との関係にかかわる問題については最終審にいたるまでに、香港終審法院が全人代に解釈を要請しなければならない。ただし、その場合でも香港において過去の出た判決と矛盾することになっても、その過去の判決まで覆されることはない（基本法第158条）。
ところが、返還後に全人代常務委員会による基本法への解釈を、終審裁判所ではなく、香港政府が2回にわたって要請した。居住権問題をめぐる過去の判決を覆すことが狙いであり、全人代常務委員会も香港政府の望むとおり、解釈において一度出た判決を覆したのである。こうした事例は、香港における法の支配を脅かすものだとの批判がある。

### 解釈権の行使事例
1999年の香港居住権問題
基本法第24条第3項は、同第1項および第2項で規定された香港住民が香港域外で設けた中国国籍の子女を香港住民として規定している。従って文字通り読めば、中国大陸（本土）で生まれた香港人の子女には、香港住民として香港での居住権（永住権）が与えられるはずであった。しかし、中国大陸には主に香港人男性の婚外子が少なくない。1999年の香港政府による推計では約167万人いるといわれる（ただし、推計方法が不正確だと批判された）。彼らが香港へ大量に移住するのを防ぐため、中央政府および広東省は彼らに香港移住の許可（「単程通行証」＝本土に帰る必要のない片道切符の意）を与えず、香港政府もその永住権を認めなかった。
こうした中国大陸の香港人「子女」の中には、香港への一時渡航許可（「双程証」＝大陸に戻らなければいけない往復切符の意）で香港に来てオーバーステイし、香港の裁判所で永住権の有無を争うケースが多い。1999年に香港の裁判所が、香港人と大陸住民の間に生まれた子女にも香港永住権を認める判決を下した。そのため、大量移住を恐れた香港政府は、全人代に解釈権の行使を要請した。その結果、全人代は当該判決が基本法の解釈に当たるため、香港の裁判所による判決は無効であり、また香港人と大陸住民の間に生まれた子女の香港永住権資格について縮小解釈を行った。
2004年の行政長官および立法会の選出方法の直接選挙化問題
香港の民主派は、2003年7月1日の基本法第23条立法化反対デモにおいて多数の参加者を集め、区議会選挙でも勝利を収めた。その勢いを借りて、不人気な董建華行政長官の退陣と次期行政長官および立法会全議席の直接選挙実施を要求した。これをくじくため、全人代常務委員会は自ら基本法の解釈を行い、基本法付属文書一と同二は、2007年以降に行政長官と立法会の選挙方法を変更できるが、それには所定の手続きが必要であると指摘した。その上で、さらに2007年行政長官選挙と2008年立法会選挙では直接選挙を行わないとの解釈を下した。
ただし、これは法解釈というよりも、全人代常務委員会の意思表示という意味合いが強い。つまり、基本法の改正において、全人代は報告を受けることになっているが、これは事実上の拒否権に相当するからである。基本法が香港域内での立法でない点や、全人代が立法（改正権）と司法（法解釈権）を持つ弊害があらわになった事件であった。（全人代常務委員会による解釈）
2005年の任期途中で退任した行政長官の後継者の任期問題
2002年に再選された董建華行政長官は、任期を2年残して2005年3月に辞任した。そのため、後任の行政長官を決める選挙が行われることとなったが、後任の行政長官の任期について、前行政長官の残り任期（2年）なのか、それとも通常の任期である5年なのか、基本法には明確な規定がなかった。そこで香港政府は同年4月6日に全人代常務委員会に解釈を要請し、同27日に後任の行政長官の任期を前任者の残り任期である2年とする解釈が出された。

### 返還前における事実上の解釈事例
基本法第160条は、原則として返還前に制定された既存の法令を有効なものと認めているが、全人代常務委員会が基本法違反と認定した場合は無効とすることが定められている。返還前の1997年2月、全人代常務委員会は、中国当局の意向に沿わない香港の法令を基本法に抵触すると認定し、無効にすることを決定した。無効となったのは、人権条例や議会（立法会、市政局・区域市政局、区議会）の選挙に関する法令などである。
既存の法令の無効に伴い、香港立法会による改正や新たな立法が必要となる。ただし、返還前の立法局議員を追放し、保守派や左派による推薦委員会が選出した返還後の立法会を選出していた。そのため、香港での立法作業に滞りが発生しないことを見込んだ上での処置であったと言える。（全人代常務委員会　香港基本法第160条に基づく既存法令の処置に関する決定草案についての説明）

## 政治問題化した香港基本法の規定

### 基本法第23条と国家安全法
基本法第23条では、中国政府に対する反逆、分離、扇動、転覆を禁止する内容の国家安全法を制定することが定められている。香港の立法会は、長年、同法の導入を試みてきたが、表現の自由や報道の自由などの権利を脅かすものだとして市民の反対は強く、2003年に国家安全条例の施行が試みられた際には50万人が参加する大規模な抗議デモが発生し、法制化断念に追い込まれた。
中国当局は2019年-2020年香港民主化デモの発生を踏まえ、2020年5月、香港の立法会での審議を省略して全国人民代表大会第13期第3回会議に全人代による国家安全法制定を認める決議を上程して可決され、6月30日の全国人民代表大会常務委員会第13期第20回会議で香港国家安全維持法案が全会一致で可決された。その後、この国家安全維持法を補完するための新たな国家安全条例を香港の立法会で制定する作業が李家超行政長官のもとで進められ、2024年3月に香港特別行政区国家安全維持条例が成立した。

### 基本法第24条と「來港生仔團」問題
「來港生仔團」とは、香港に来て子供を生む人たちという意味である。基本法第24条1項は、香港で生まれた中国公民に香港居住権を認めている。そのため、香港で子供を産めば、子供は香港住民の資格を得て親の移住も可能となる。この問題が深刻化した原因は、2001年7月19日の「荘豊源案」判決である。荘豊源とは香港居住権を持たない両親が香港で生んだ男児である。その居住権をめぐり、政府と対立し、訴訟に持ち込んだ。結局、香港終審法院は荘豊源の居住権を認める判決を下し、当時は政府もこれを了承した。
特に2006年になって、中国からの妊婦がもたらす問題が深刻化し、クローズアップされた。出産費用を浮かすため病院への入院を避け、駅のホームで産気づいてしまう例も多い。また、公立病院に運び込まれても費用が払えず、外出許可で出ると踏み倒して失踪する事例も増えている。そのため、香港の公立病院では回収不能な治療費が急増し、問題化している。中でも広九鉄道沿線の沙田にあるプリンスウェールズ病院が最も深刻だという。また香港に移住すれば、生活保護を得られる。
この問題は、一般の香港住民にも影響を与えている。一部の大陸の妊婦は多額の費用を払って、私立病院で出産しているが、多くは費用が安い（あるいは費用を踏み倒しやすい）公立病院に来たり、あるいは（入院をためらっている内に産気づいて）搬入されている。そのため、一般の香港住民には、自分たちの出産や医療にもしわ寄せが来ているとの不満や不安がある。
そのため、香港政府は中央政府と協議し、大陸からの妊婦の香港渡航を制限する方法を模索する方針である。また、民間からは基本法の改正や、費用精算前に出産証明を出さないなどの案も提案されている。ただし、香港政府は基本法改正の提起に消極的である。